# David Dalglish
David Dalglish (geboren am 2. April 1984 in Fort Lauderdale) ist ein amerikanischer Schriftsteller im Bereich der Fantasyliteratur.

## Leben und Werk
Dalglish studierte und machte seinen Abschluss in Mathematik an der Missouri Southern State University 2006. Er lebt in Missouri und hatte verschiedene Jobs neben seiner Schriftstellertätigkeit. 2010 veröffentlichte er seinen ersten Roman The Weight of Blood im Eigenverlag. Bis 2013 veröffentlichte er insgesamt 15 Romane als e-Books im Eigenverlag, bevor er seinen ersten Vertrag mit dem Verlag Orbit Books, um die in Teilen bereits selbst veröffentlichte The Shadowdance Series professionell aufzulegen. Im gleichen Jahr schloss er einen Vertrag mit 47North, einem Imprint von Amazon Publishing, ab, um seine neue Serie The Breaking World aufzulegen.
2014 erschien unter dem Titel Der Tänzer der Schatten der erste Band der Schattentänzer-Reihe auch in Deutschland beim Blanvalet Verlag in der Verlagsgruppe Random House. In der Folge erschienen vier weitere Bände, teilweise nur als E-Book.
Alle Romane von Dalglish spielen in der erfundenen Welt Dezrel und die meisten wurden von ihm direkt im Eigenverlag publiziert: The Half-Orcs ist eine von den Werken von R.A. Salvatore inspirierte Serie. Dabei geht es um ein Bruderpaar von Halb-Orks. The Shadowdance Series ist eine Serie, deren Hauptcharaktere Diebe und Assassinen sind. The Paladins und die bei 47North veröffentlichte The Breaking World beschäftigen sich mit der Erschaffung der Welt und den Krieg der Götter und weisen viele Bezüge zu den früheren Serien auf. Dalgish war außerdem Herausgeber und Hauptautor der Kurzgeschichtensammlung A Land of Ash, die sich mit einem Ausbruch des Yellowstone befasst.

## Werke
The Half-Orcs series (Eigenverlag)
- The Weight of Blood (31. Januar 2010)
- The Cost of Betrayal (25. März 2010)
- The Death of Promises (30. Mai 2010)
- The Shadows of Grace (7. Oktober 2010)
- A Sliver of Redemption (19. Januar 2011)
- A Prison of Angels (29. November 2012)
- The King of the Vile (26. Januar 2015)

The Shadowdance Series
- A Dance of Cloaks (Eigenverlag 2011, mit Orbit Books 8. Oktober 2013)
  - deutsch: Der Tänzer der Schatten. Blanvalet Verlag 2014, ISBN 978-3-442-38322-1
- A Dance of Blades (Eigenverlag 2011, mit Orbit Books 5. November 2013)
  - deutsch: Der Tänzer der Klingen. Blanvalet Verlag 2015, ISBN 978-3-7341-6028-8
- A Dance of Mirrors (Eigenverlag als A Dance of Death 2012, mit Orbit Books 3. Dezember 2013)
  - deutsch: Der Tänzer der Scherben. Blanvalet Verlag 2016, ISBN 978-3-7341-6091-2
- A Dance of Shadows (Eigenverlag als Blood of the Father 2012, mit Orbit Books 20. Mai 2014)
- A Dance of Ghosts (Orbit Books, 11. November 2014)
- A Dance of Chaos (Orbit Books, 12. Mai 2015)
- Cloak and Spider: A Shadowdance Novella (Orbit Books, 3. Dezember 2013)
  - deutsch: Die Rache der Spinne. Blanvalet Verlag 2014, ISBN 978-3-641-14757-0 (E-Book)
  - deutsch: Die Krone der Spinne. Blanvalet Verlag 2014, ISBN 978-3-641-14756-3 (E-Book)
  - deutsch: Der Ruf der Spinne. Blanvalet Verlag 2014, ISBN 978-3-641-14755-6 (E-Book)

The Paladins (Eigenverlag)
- Night of Wolves (31. Mai 2011)
- Clash of Faiths (24. Juli 2011)
- The Old Ways (30. Dezember 2011)
- The Broken Pieces (19. August 2012)

The Breaking World (47North, mit Robert J. Duperre)
- Dawn of Swords (14. Januar 2014)
- Wrath of Lions (22. April 2014)
- Blood of Gods (14. Oktober 2014)